# Rhadinaea quinquelineata
Espèce
Statut de conservation UICN

 DD  : Données insuffisantes
Rhadinaea quinquelineata  est une espèce de serpents de la famille des Dipsadidae.

## Répartition
Cette espèce est endémique du Mexique. Elle se rencontre dans les États d'Hidalgo et de Puebla.

## Publication originale
- Cope, 1886 : Thirteenth Contribution to the Herpetology of Tropical America. Proceedings of the American Philosophical Society, vol. 23, no 122, p. 271-287 (texte intégral).